# Stella Carr Ribeiro
Stella Carr Ribeiro (Rio de Janeiro, 4 de fevereiro de 1932 – São Paulo, 2008) foi uma escritora brasileira.

## Carreira
Mudou-se para São Paulo aos quatro anos de idade, quando seu pai foi chamado pela equipe de Mário de Andrade para ajudar a montar o Departamento de Cultura, hoje Secretaria da Cultura. Estudou línguas, literatura, artes gráficas, antropologia e pré-história.
Começou a escrever para jovens em 1969. Em 1975, uniu seu conhecimento da pré-história e publicou o romance O homem do Sambaqui: (uma estória na pré-história), uma narrativa de ficção pré-histórica sobre a pré-história brasileira.
A partir de 1977 passou a dedicar-se à série juvenil de livros policiais e de suspense baseados em reportagens e em fatos da atualidade brasileira. Escreveu e ilustrou três livros de poesia, de cuja produção participou ativamente fabricando as capas e ajudando na impressão. Um destes, Caderno de Capazul, foi escrito em conjunto com crianças em uma experiência na Biblioteca Monteiro Lobato.
Em 1992, recebeu o Prêmio Jabuti na categoria Literatura Juvenil pela obra Acordar ou Morrer.
Faleceu em 2008 aos 76 anos de idade, em São Paulo.

### Anos 1960-1980
- Três viagens em meu rosto, 1965
- Matéria de abismo, 1966
- Caderno de capazul, 1968 (co-autorado com crianças)
- O homem do Sambaqui: (uma estória na pré-história), 1975
- Três voltas pra esquerda, 1979
- Afuganchos, 1980
- sharry Pottah, 1982

- A morte tem 7 herdeiros: a noite em que Agatha Christie visitou Jacuruçunga (co-autorada por Ganymédes José), 1982
- Olhorao olhorudo, 1982 (com estórias co-autoradas com crianças)
- Eu, detetive: o caso do sumiço, 1983 (co-autoria por Lais Carr)
- O pavoroso Gargalhão, 1983 (co-autorado com crianças)
- O avessauro: estórias e multiestórias, 1984 (com estórias co-autoradas com crianças)
- Estranhas luzes no bosque, 1985
- O monstro do Morumbi, 1985
- Eles morrem, você mata!, 1987
- Sambaqui: A Novel of Pre-History, 1987 (tradução para o Inglês de Claudia van de Heuvel)
- O passado esteve aqui, 1988

### Anos 1990
- Eu, detetive: o enigma do quadro roubado, 1990
- Os três incríveis, 1990
- Pedrinho esqueleto, 1990
- Cuidado, não olhe para trás!, 1992
- A porta do vento, 1993
- Paranóia: a síndrome do medo, 1993
- Acordar ou morrer, 1996
- As confusões de Aninha, 1997
- Clube do esqueleto, 1998
- Os criminosos vieram para o chá, 1998
- Quem tem medo fica de fora, 1999

### Anos 2000
- Salen 777 - Elas estão de volta (com Flávia Muniz e Lais Carr), 2005

### Série Irmãos Encrenca
- O caso da estranha fotografia, 1977
- O enigma do autódromo de Interlagos, 1977
- O incrível roubo da loteca, 1978
- O fantástico homem do metrô, 1979
- O caso do sabotador de Angra, 1980
- O segredo do Museu Imperial, 1981
- O esqueleto atrás da porta, 1982
- O enigma das letras verdes, 1985
- Estranhas luzes no bosque, 1986

### Coleção Calafrio
- O vírus vermelho, 1991
- A coisa invisível, 1995
- O nariz detetive, 1996
- Sentença de morte, 1996
- Segure o grito!, 1997
- Arrepiando a pele, 2000
- Por trás do nevoeiro, 2000

### Coleção Um susto atrás do outro
- Os criminosos vieram para o chá, 2001